# Chanson NB 46 de Boulanger
Pour les articles homonymes, voir Chanson (Boulanger).
Chanson est une mélodie pour voix et piano de Nadia Boulanger composée sur un poème de Georges Delaquys.

## Composition
Chanson est sans doute composé avant 1913. La mélodie, pour chant et piano, est écrite sur un poème de Georges Delaquys probablement inédit.
L'incipit de l'œuvre est : « Les lilas sont en folie ».
Le manuscrit autographe n'a pas été retrouvé mais une épreuve corrigée est conservée à la Médiathèque Nadia-Boulanger du CNSMDL. Cette dernière, J. Hamelle, 1914, cotage J.6812.H., porte des corrections de Nadia Boulanger à l'encre rouge et les cachets de l'imprimeur E. Delanchy à la date du 5 janvier 1914 et du graveur Baudon avec l'indication « 1re épreuve corrigée le 4 avril 1914 ».

## Édition
La partition est publiée par J. Hamelle en 1914 (cotage J.6812.H.) mais la couverture porte un copyright de 1909.
En 2003, la mélodie connaît une nouvelle édition en volume chez Alphonse Leduc, au sein du recueil Mélodies pour voix moyenne (vol. 1).

## Création
Chanson est créé le 10 décembre 1913 à Paris, à la Société La Seine, par David Devriès (chant) et la compositrice au piano, joué avec Prière et Cantique.
La mélodie est notamment reprise le 17 décembre 1915 par Yvonne Brothier et Nadia Boulanger au Petit Palais des Champs-Élysées lors d'une séance dédiée aux Poilus, autour de l'exposition des « Cocardes de Mimi-Pinson » organisée par Gustave Charpentier.

## Commentaires
Chanson est d'une durée moyenne d'exécution d'une minute trente environ.
Dans le catalogue des œuvres de Nadia Boulanger établi par la musicologue Alexandra Laederich, la pièce porte le numéro NB 46.
La mélodie porte le même titre que Chanson (NB 57), sur un poème de Camille Mauclair.

## Discographie
- Mademoiselle - Première Audience : Unknown Music of Nadia Boulanger, Alek Shrader (ténor) et Lucy Mauro (piano), Delos DE 3496, 2 CD, 2017[4] — premier enregistrement mondial.
- Les heures claires : The Complete Songs : Nadia & Lili Boulanger, Lucile Richardot (mezzo-soprano) et Anne de Fornel (piano), Harmonia Mundi HMM 902356.58, 3 CD, 2023[5].